# Acer trinerve
Acer trinerve é uma espécie de árvore do gênero Acer, pertencente à família Aceraceae.